# Atli Danielsen
Atli Danielsen (* 15. August 1983) ist ein ehemaliger färöischer Fußballspieler, der für KÍ Klaksvík spielt und für die färöische Nationalmannschaft aktiv war.

## Verein
Danielsen begann seine Karriere in der Jugendmannschaft des KÍ Klaksvík. Im Jahre 2000 wurde er erstmals für die zweite Mannschaft in der zweiten Liga eingesetzt und zählte dort zu den Stammspielern. Das erste Spiel bestritt er gegen B36 Tórshavn II, welches 0:2 verloren wurde. Sein erstes Tor schoss er am 5. Spieltag beim 1:0-Auswärtssieg gegen EB/Streymur. Im selben Jahr gab er auch sein Debüt für die erste Mannschaft in der ersten Liga beim 2:1-Sieg gegen B36 Tórshavn am 15. Spieltag, als er in der 72. Minute für Hjalgrím Elttør eingewechselt wurde. Bereits in seiner zweiten Saison war er fest für die erste Mannschaft eingeplant und absolvierte neben den Ligaspielen auch einige Pokalspiele. In der Gruppenphase gelang ihm beim 4:0-Sieg gegen B71 Sandur mit dem Führungstreffer sein erstes Tor für die A-Mannschaft. Im Pokalfinale wurde Danielsen ebenfalls aufgestellt, dieses ging jedoch mit 0:1 gegen B36 Tórshavn verloren. Am 17. Spieltag der ersten Liga erzielte er den Endstand beim 2:0-Auswärtssieg gegen FS Vágar, was sein erstes Tor in der höchsten färöischen Spielklasse bedeutete.
2005 wurde Danielsen für eine Saison zu Sogndal Fotball in die dortige zweite Liga ausgeliehen, danach kehrte er zu Klaksvík zurück. 2006 stand er mit dem Verein erneut im Pokalfinale, welches diesmal mit 1:2 gegen B36 Tórshavn verloren wurde. Im nächsten Jahr stand der Wechsel zu BK Frem København an, dort spielte er unter anderen zusammen mit Jón Rói Jacobsen in einer Mannschaft. Sein Debüt für Frem gab er in der Saison 2008/09 am ersten Spieltag der Viasat Sport Division gegen Thisted FC, welches 1:3 verloren wurde. Danielsen spielte durch. Im Sommer 2009 kehrte er wieder zu KÍ Klaksvík zurück, nachdem er bereits 2007 für ein Spiel ausgeliehen wurde, und spielte dort bis zum Saisonende, konnte den erstmaligen Abstieg des Vereins jedoch nicht verhindern. Seit 2010 lief er für FC Roskilde erneut in der zweitklassigen Viasat Sport Division auf. In der Mitte des Jahres 2011 wechselte er zurück auf die Färöer zu B36 Tórshavn und gewann noch im selben Jahr zusammen mit Jákup á Borg und Súni Olsen die Meisterschaft. Nach dem Ende der Saison 2012 verließ Danielsen B36 erneut in Richtung KÌ Klaksvík. 2016 wurde KÍ Pokalsieger, Danielsen kam hierbei im Finale nicht zum Einsatz. Im Spiel um den Supercup verlor er mit 1:2 gegen Meister Víkingur Gøta.

### Europapokal
Sechs Mal kam Danielsen bisher im Europapokal zum Einsatz, er blieb dabei ohne Torerfolg. Sein Debüt gab er 2002/03 für KÍ Klaksvík in der Qualifikationsrunde des UEFA-Pokals beim 2:2 im Heimspiel gegen Újpest FC, das Rückspiel wurde mit 0:1 verloren.

## Nationalmannschaft
International spielte Danielsen bisher 41 Mal für die Nationalmannschaft der Färöer. Sein Debüt gab er ebenso wie Jann Ingi Petersen, Jónhard Frederiksberg und Símun Eiler Samuelsen am 27. April 2003 im Freundschaftsspiel gegen Kasachstan, als er in der 46. Minute für Hans Fróði Hansen eingewechselt wurde. Das Heimspiel in Toftir wurde mit 3:2 gewonnen. Bei der Qualifikation zur EM 2008 bereitete er am 2. Juni 2007 im Spiel gegen Italien das 1:2 bei der 1:2-Niederlage von Rógvi Jacobsen per Flanke vor. Ein eigenes Tor für die Nationalmannschaft gelang ihm bisher nicht. Im September 2010 kündigte Danielsen an, dass er seine Nationalmannschaftskarriere pausieren wird, um sich mehr auf sein Studium konzentrieren zu können. Von Juni bis September 2011 wurde er jedoch wieder bei fünf Spielen in Folge eingesetzt. Sein letztes Spiel bestritt Danielsen am 6. September 2011 im EM-Qualifikationsspiel gegen Serbien in Belgrad, welches mit 1:3 verloren wurde. Nach einer weiteren Pause stand er zuletzt 2013 noch einmal ohne Einsatz im Kader.

## Trainer
2019 fungierte Danielsen an der Seite von Mikkjal Thomassen als Co-Trainer für KÍ Klaksvík und wurde Meister in diesem Jahr.

## Erfolge
- 1× Färöischer Meister: 2011
- 2× Färöischer Pokalfinalist: 2001, 2006